# (2579) Spartacus
(2579) Spartacus (1977 PA2; 1934 NG1; 1974 SE4) ist ein ungefähr fünf Kilometer großer Asteroid des inneren Hauptgürtels, der am 14. August 1977 vom russischen (damals: Sowjetunion) Astronomen Nikolai Stepanowitsch Tschernych am Krim-Observatorium (Zweigstelle Nautschnyj) auf der Halbinsel Krim (IAU-Code 095) entdeckt wurde.

## Benennung
(2579) Spartacus wurde nach Spartacus, dem Anführer des Dritten Sklavenkriegs, benannt.